# Bad for You Baby
Bad for You Baby es el décimo noveno álbum de estudio del guitarrista norirlandés de blues rock y hard rock Gary Moore, publicado en 2008 a través de Eagle Records. Tras su muerte en febrero de 2011, se convirtió en su último registro de estudio. Al igual que en algunas ocasiones de su carrera retorna al blues rock y en especial al blues, luego de Close As You Get que incluyó elementos del hard rock. Como es habitual en algunos de sus discos, incluyó algunos covers de grandes artistas del blues como «Walkin' Thru the Park» y «Someday Baby» de Muddy Waters, «I Love You More Than You'll Ever Know» de Blood, Sweat & Tears y «Mojo Boogie» de J.B. Lenoir.
Alcanzó el puesto número 2 en los Top Blues Albums en los Estados Unidos y obtuvo el lugar 101 en la lista UK Albums Chart del Reino Unido. Como dato en la canción «Holding On» participa como artistas invitados el guitarrista de blues Otis Taylor y su hija Cassie, aportando algunos coros.

## Lista de canciones
Todas las canciones escritas por Gary Moore, a menos que se indique lo contrario.

| N.º | Título                                  | Escritor(es) | Duración |  |
| 1.  | «Bad for You Baby»                      |              | 2:55     |  |
| 2.  | «Down the Line»                         |              | 2:55     |  |
| 3.  | «Umbrella Man»                          |              | 3:56     |  |
| 4.  | «Holding On»                            |              | 3:45     |  |
| 5.  | «Walkin' Thru the Park»                 | Muddy Waters | 2:58     |  |
| 6.  | «I Love You More Than You'll Ever Know» | Al Kooper    | 10:34    |  |
| 7.  | «Mojo Boogie»                           | J.B. Lenoir  | 3:34     |  |
| 8.  | «Someday Baby»                          | Muddy Waters | 3:35     |  |
| 9.  | «Do You Ever Feel Lonely?»              |              | 6:10     |  |
| 10. | «Preacher Man Blues»                    |              | 5:53     |  |
| 11. | «Trouble Ain't Far Behind»              |              | 9:34     |  |

| Pista adicional solo para Japón (descarga digital) |                       |                  |          |  |
| N.º                                                | Título                | Escritor(es)     | Duración |  |
| 12.                                                | «Picture on the Wall» | Lightni' Hopkins |          |  |

## Músicos
- Gary Moore: voz, guitarra eléctrica y armónica
- Pete Rees: bajo
- Vic Martin: teclados
- Sam Kelly: batería
- Otis Taylor y Cassie Taylor: coros en «Holding On»